# Càrtel del Golf
El Càrtel del Golf és un càrtel de la droga mexicà amb base a Matamoros, Tamaulipas. El càrtel és present en 13 amb importants àrees d'operació a les ciutats de Nuevo Laredo, Miguel Alemán, Reynosa i Matamoros en l'estat del nord Tamaulipas. A principis de la dècada de 2010 es van enfrontar amb Los Zetas.